# Yōzō Ukita
Yōzō Ukita (japanisch 浮田 要三 Ukita Yōzō; * 28. November 1924 in Osaka; † 21. Juli 2013) war ein japanischer Künstler, Pädagoge und Schriftsteller, der insbesondere durch seine Arbeiten in der Gutai-Gruppe und der Mitarbeit an der Zeitschrift Kirin bekannt wurde. Kirin (was auf Japanisch „Giraffe“ bedeutet) war eine Monatszeitschrift, die Gedichte und Kompositionen von Kindern entgegennahm, die per Post eingesandt wurden.

## Leben
Yōzō Ukita wurde in Osaka geboren. Während der Kriegsjahre wurde er zur Luftwaffe in Kakamigahara in der Präfektur Gifu eingezogen. Nach seinem Militärdienst arbeitete er in Osaka für das Verlagshaus Ozaki Shobō. 1948 begann Ukita zusammen mit Yoshiro Hoshi und Adachi Ken'ichi an Kirin zu arbeiten, einer neuen Zeitschrift für Kinder, die im Jahr zuvor von Iku Takenaka und Yasushi Inoue gegründet worden war. Ukita verbrachte Tage damit, Grundschulen in der Region Kinki zu besuchen, mit Lehrern zu sprechen und Kindergedichte zu sammeln. Ursprünglich baten die Herausgeber von Kirin lokale Künstler, Titelbilder für die Zeitschrift zu entwerfen. Im Jahr 1948 traf Ukita zum ersten Mal Jirō Yoshihara, einen in Ashiya ansässigen Geschäftsmann, Künstler und späteren Gründer von Gutai, nachdem er ihn gebeten hatte, ein Titelbild für die Zeitschrift zu entwerfen. Ab 1950 wurden auch Kinderbilder auf der Titelseite verwendet. Ukita wurde mit der Auswahl von Werken lokaler Kinder beauftragt und entwickelte eine tiefe Wertschätzung für deren frischen, unerwarteten und vielfältigen künstlerischen Stil.
Im Dezember 1955 organisierten Yōzō Ukita und einige andere Gutai-Künstler eine Kirin-Ausstellung im Osaka City Museum of Fine Arts, bei der Yoshihara als Juror fungierte. Die Ausstellung stand Grund- und Mittelschülern sowie Vorschulkindern offen und forderte ungegenständliche oder abstrakte Werke ohne Einschränkungen in Bezug auf Material oder Größe. Das Ergebnis war eine Ausstellung voller Kinderkunstwerke, die die Wände vom Boden bis zur Decke bedeckten. Gegen Ende der 1950er Jahre ließ das Interesse der Gutai-Mitglieder an der Veröffentlichung von Kunstwerken und Artikeln in Kirin nach. Nach mehreren Jahren finanzieller Schwierigkeiten wechselte Kirin 1962 den Verlag. Kurz darauf stellte auch Ukita seine Arbeit an der Zeitschrift ein.
Nach seinem Ausscheiden aus der Gutai-Gruppe gab Ukita die Malerei vorübergehend auf, nahm sie aber Ende der 1970er Jahre wieder auf. 1985 eröffnete er das Ukita Atelier in Osaka, das als Ort für Kunstunterricht und kreativen Austausch diente. Ziel war es, die persönliche Entwicklung durch Kunst zu fördern.
Ende der 1990er Jahre verbrachte Ukita ein Jahr in Finnland, was ihm neue künstlerische Inspiration gab. Seine Werke wurden in mehreren Museen ausgestellt, unter anderem im Hyōgo Prefectural Museum of Art und im Nakanoshima Museum of Art in Osaka. Bis zu seinem Tod verfolgte er einen spielerischen Ansatz der geometrischen Abstraktion.

## Werk
Yōzō Ukitas künstlerisches Werk zeichnet sich durch einen minimalistischen Stil und abstrakte Formen aus. Während seiner Zeit bei Gutai kombinierte er geometrische Elemente mit spontanen und oft kindlichen Ansätzen. Hervorzuheben ist seine Teilnahme an Ausstellungen wie der ersten Gutai-Außenausstellung in Ashiya 1955. Ukitas Werk wird für seine Fähigkeit gelobt, die Grenzen zwischen kindlicher Spontaneität und künstlerischer Innovation zu verwischen. Posthum wird er als Künstler gewürdigt, der die zentrale Bedeutung von Individualität und Gemeinschaft in der Kunst thematisiert hat.